# 職業流行病學
職業流行病學是流行病學中著重在勞工以及職場的學科。職業流行病學會檢測勞工的健康情形，以及他們在工作場所中的潛在問題，例如噪音、化學品、熱、輻射，也可能檢測和勞工所在組織有關的問題，例如工時、計劃時程等。
由於職業安全健康法規、勞工補償計劃以及安全法規所需要資料作為佐證，因此推動了公共安全政策、職業流行病學方法，以及監測機制的發展。職業安全健康研究可以進行风险评估、發展方法以及其他風險管理活動，設計政策來降低影響人們健康的風險因素，並且評估這些政策的協同效益或協同危傷害。職業流行病學方法和環境流行病學使用的方法相近。

## 外部連結
- Occupational Epidemiology and the National Institute for Occupational Safety and Health. Occupational Epidemiology and the National Institute for Occupational Safety and Health （页面存档备份，存于）